# Средњовековна комуна
Комуна је назив за облик друштвено-политичке организације градова у средњем веку. 

## Историја
Средњовековни градови никада нису стекли ширу политичку самосталност. За њу су се борили силом, оснивањем савеза грађана повезаних заклетвом. Тако су стваране комуне. Најпре су се појавиле у Италији. Градом је обично управљао епископ, а племићи су били његови вазали. Епископе су подржавали немачки цареви. Пред крај 11. века долази до побуна грађана против епископа. Трговци и занатлије, организовани у комуне, дигну оружани устанак те епископу преостаје једино да удовољи њиховим захтевима. Комуне успостављају своју власт и током 12. и 13. века се боре са немачким царевима. Војска комуна била је унајмљена – кондотјери. Одмах по стицању независности, у комунама долази до стварања странака – оних које су подржавале цара (гибелини) и оних које су подржавале папство (гвелфи). Већина ломбардијских градова на крају је потпала под власт деспота (диктатора): Фераром је владала породица Есте, Фиренцом Медичи, а Венецијом разни племићи.